# Filsum
Filsum là một đô thị ở huyện Leer, phía tây bắc của Đức. Đô thị này có diện tích km².
Đô thị này có cự ly khoảng 30 km so với biên giới Hà Lan, và 50 km so với bờ Biển Bắc.